# Arena SBT
Arena SBT é um programa de televisão esportivo produzido e exibido pelo SBT.
Teve uma primeira fase, exibida em 2014, quando fora realizada a Copa do Mundo FIFA no país, com um mistura de humorístico e esportivo. Na sua primeira fase, foi apresentado por Lívia Andrade, tendo como comentaristas Alexandre Porpetone, Edmílson, Thomaz Rafael e Marcelo Smigol, além das reportagens de Juliana Franceschi.
Na sua atual segunda fase, o programa tem formato de uma mesa redonda, com foco na semana dos clubes. Sua estreia aconteceu dia 26 de outubro de 2020. Apresentado anteriormente por Téo José, Fred Ring e Cléber Machado, e atualmente por Benjamin Back (também entre 2020 e 2023), contando com a presença de Maurício Borges (Mano), Mauro Beting, Nadine Basttos, Kléber Gladiador e Carlos Alberto e sempre alguns convidados semanais.

## Primeira fase

### Antecedentes

Logotipo do programa na sua primeira fase, em 2014

O programa inicialmente teria o nome de Estádio SBT, tendo inclusive mandado ao ar chamadas este nome, mas a emissora o mudou para Arena SBT sob a justificativa de haver um programa no rádio com nome similar a Estádio SBT, o Estádio 97 da Rádio Energia 97 FM.

### Programa de estreia
Em sua estreia, teve como convidados o então ex-presidente do Corinthians, Andrés Sánchez, e o jornalista Roberto Cabrini, que ainda no SBT apresentava na época, o Conexão Repórter. Juliana Franceschi apresentou uma reportagem com o microfone do Estádio SBT, antigo nome da atração.

### Fim
Devido à sua baixa audiência, ao custo caro e sem patrocinador, o programa foi cancelado no dia 22 de julho de 2014, tendo o último programa exibido no dia de 19 de julho de 2014 sendo substituído pelo programa Caso Encerrado.

## Segunda fase
Em outubro de 2020, logo após adquirir os diretos da Copa Conmebol Libertadores da América, a emissora passou a desenvolver um novo programa esportivo, afim de aumentar a cobertura do futebol em sua programação, que atualmente se restringe ao programa SBT Esporte Rio, exibido pela emissora apenas para o Rio de Janeiro, além de noticiários nas afiliadas. O programa é exibido as segundas-feiras, às 23:45, após o Programa do Ratinho. Em 31 de março de 2021, lança o portal SBT Sports, totalmente voltado ao mundo dos esportes, além de passar a postar as edições do programa por lá.

### Mudanças de apresentadores
Em 20 de abril de 2023, Benjamin Back é demitido da emissora, que no dia seguinte, definiu que Téo José, narrador número 1 da equipe esportiva da emissora, seria o novo titular da atração. Em 4 de agosto, a emissora decide substituir Téo José por Fred Ring. Em 02 de outubro, Fred Ring se despede do programa e no dia 09, o programa ganha novo cenário, pacote gráfico e passa a ser apresentado por Cléber Machado, experiente nome da locução esportiva que foi contratado pelo SBT naquele ano.
Em 5 de outubro de 2024, circulou a informação na imprensa que a edição do dia 30 de setembro seria a última apresentada por Machado, já que ele decidiu não renovar o contrato com o SBT e retornaria à Record, se juntando ao time de narradores da concorrente para o Brasileirão 2025. A informação chegou a ser negada pela emissora e pelo próprio, mas que confirmou as negociações com a concorrente. No dia 11, o SBT anuncia a saída de Cléber, mas o narrador ficaria nas transmissões esportivas da emissora e no programa até a final da Copa Sul-Americana em novembro. Por fim, como o SBT ainda não havia encontrado um substituto para Machado na atração, o apresentador titular permaneceria no comando do programa até o dia 30 de dezembro. De última hora, em 22 de novembro, o SBT decide dispensar Cléber Machado após circular imagens do mesmo em um evento publicitário da Record, realizado no dia seguinte a sua última aparição na emissora, que foi há quatro dias atrás, desagradando a alta cúpula da emissora da Anhanguera, deixando o programa sem um apresentador titular. No dia 25, o esportivo passou a ser apresentado temporariamente por Mauro Beting, um dos comentaristas do programa. Em 9 de dezembro, Benjamin Back reassume o comando do programa.

### Reformulação
Em 12 de março de 2025, o programa deixa as segundas-feiras, de onde estava desde a reestreia, e passa a ser exibido nas quartas-feiras, continuando na faixa das 23h15, passando a pegar a migração dos últimos minutos da fase final dos estaduais, do Brasileirão, Copa Libertadores da América e da Copa do Brasil. Além disso, a atração sofreu novas baixas com as saídas de Cicinho e Emerson Sheik, com o primeiro se transferindo para a Band, assumindo a co-apresentação do Jogo Aberto. No lugar da dupla, entraram Kléber Gladiador e Carlos Alberto, sofrendo também uma mudança de formato, investindo em debates polêmicos.

## Audiência

### Primeira fase
A estreia do programa em 8 de março registrou 3,2 pontos na Grande São Paulo, segundo dados consolidados do Ibope. No segundo programa de 15 de março marcou 2,5 pontos na Grande São Paulo.

### Segunda fase
Em sua estreia, consolidou 2,7 pontos, ficando em terceiro lugar isolado, sendo derrotado pelo JR 24 horas. No segundo programa, os índices despencaram para 2,6 pontos e no terceiro para apenas 2,1 pontos, chegando a baixos 1,6 pontos. Em janeiro de 2021, com o foco na fase final da Libertadores e a mudança editorial, os índices do programa aumentaram gradativamente, passando a ficar entre 3 e 4 pontos, além de conquistar a vice-liderança frequentemente, evitando a cola dos programas do horário na RecordTV com o dobro de audiência da concorrente.
A edição especial, exibida em 30 de janeiro de 2021, como um pré-jogo para a Final da Copa Libertadores da América de 2020, registrou a melhor audiência do programa desde a sua estreia com 6,3 pontos, ficando na vice-liderança isolada, chegando a liderança antes do início do jogo decisivo. A edição especial contou com uma vídeo chamada ao vivo do ex-jogador Ronaldo  comentando a expectativa para partida que aconteceria na sequência, exclusivamente para a oportunidade foi instalado um telefone público cenográfico  no cenário do programa, satirizando e provocando a Rede Globo , que ao perder os direitos de retransmissão da competição para o SBT em 2020, tentou responder em vão na audiência anunciando um Big Phone do programa Big Brother Brasil 21 entre o horário do programa Caldeirão do Huck . O pré-jogo rendeu bons números entregando para a final da competição terminar com a concorrência com incríveis números na audiência, resultado comemorado pela direção esportiva do canal .